# Jeux d'Asie du Sud-Est de 1973
Navigation
Édition précédente Édition suivante
La septième édition des Jeux de l'Asie du Sud-Est péninsulaire s'est tenue du 1er au 7 septembre 1973 à Singapour.

## Pays participants
La compétition a réuni des athlètes provenant de sept pays. Singapour, pays organisateur, est la nation qui obtient le plus de médailles. Cependant c'est la Thaïlande qui remporte le plus d'épreuves :
| Rang | Nation            | Or | Argent | Bronze | Total |
| ---- | ----------------- | -- | ------ | ------ | ----- |
| 1    | Thaïlande         | 47 | 25     | 27     | 99    |
| 2    | Singapour         | 45 | 50     | 45     | 140   |
| 3    | Malaisie          | 30 | 35     | 50     | 115   |
| 4    | Birmanie          | 28 | 24     | 15     | 67    |
| 5    | République khmère | 9  | 12     | 20     | 41    |
| 6    | Viêt Nam du Sud   | 2  | 13     | 10     | 25    |
| 7    | Laos              | 0  | 5      | 4      | 9     |

## Sports représentés
16 sports sont représentés. Toutes les disciplines présentes en 1971 sont encore au programme et la voile fait son apparition :
- Athlétisme
- Badminton
- Basket-ball
- Boxe
- Cyclisme
- Football
- Haltérophilie
- Hockey sur gazon
- Judo
- Natation
- Sepak takraw
- Tennis
- Tennis de table
- Tir
- Voile
- Volley-ball